# Kuća Lovrić u Kninu
Kuća Lovrić je kuća u Kninu.

## Opis d
Kuća je dvokatnica iz kraja 19 st., a građena je u klasicističkoj metrici sa simetričnim razmještajem otvora i ploha. Građena je od kamena i u cijelosti ožbukana s vanjske strane (postoje tragovi bojanja). Najinteresantniji dio građevine je glavno pročelje s balkonom sa secesijskom kovanom željeznom ogradom.

## Zaštita
Pod oznakom Z-4375 zavedena je kao nepokretno kulturno dobro - pojedinačno, pravna statusa zaštićena kulturnog dobra, klasificirano kao "profana graditeljska baština".